# South Orange Open 1980
Il South Orange Open 1980 è stato un torneo di tennis giocato sulla terra verde. È stata l'11ª edizione del torneo, che fa parte del Volvo Grand Prix 1980. Si è giocato a South Orange negli USA dal 28 luglio al 3 agosto 1980.

## Campioni

### Singolare maschile
José Luis Clerc ha battuto in finale  John McEnroe con il punteggio di 6–3, 6–2

### Doppio maschile
William Maze /  John McEnroe hanno battuto in finale  Fritz Buehning /  Van Winitsky con il punteggio di 7–6, 6–4